# Aozaratza
Aozaratza es una entidad de población española del municipio de Arechavaleta, perteneciente a la provincia de Guipúzcoa, en la comunidad autónoma del País Vasco.

## Toponimia
El nombre del lugar puede encontrarse referido con las grafías Aozaraza y Aozaratza.

## Historia
Hacia mediados del siglo XIX, el lugar, una anteiglesia perteneciente a Arechavaleta, tenía contabilizada una población de 276 habitantes. Aparece descrito en el segundo volumen del Diccionario geográfico-estadístico-histórico de España y sus posesiones de Ultramar de Pascual Madoz de la siguiente manera:

AOZARAZA: anteigl. en la prov. de Guipúzcoa (10 leg. á Tolosa), dióc. de Calahorra (22), part. jud. de Vergara (2), y del ayunt. de Arechavaleta: sit. en terreno alto, pero llano y agradable y á la der. del r. Deva: su clima templado y sano: unas 49 casas forman esta pobl., en la cual se encuentra el palacio solariego de Otalora; hay una escuela, cuyo maestro disfruta la dotacion de 1,100 rs., y da instruccion á unos 50 ó 60 niños de ambos sexos de las anteigl. comprendidas en el térm. municipal; la igl.parr. (San Juan Bautista) está servida por 2 beneficiados, cuyas vacantes se proveen en hijos patrimoniales presentados por el beneficiado sobreviniente; dentro de laigl. hay una capilla dedicada á San Miguel, propia de la familia de Otalora, dotada con 2 capellanes. Su escaso térm. confina con Arenáza, Goronaeta, Larrino, Arcarazo, Arechavaleta y Mondragon; le baña en parte el mencionado Deva, y el terreno en lo general es fértil: el camino, carretera de Francia, se encuentra á la parte opuesta del indicado r.; los demas son locales y mal cuidados: el correo se recibe todos los dias en Mondragon: prod. trigo, maiz, habas, habichuelas, lino, castaña y alguna hortaliza; cria ganado vacuno y lanar; hay caza de liebres, perdices y zorras, y pesca de anguilas y barbos. pobl. 50 vec. 276 alm.: contr. (V. Guipuzcoa intendencia). En esta anteigl. está el palacio solariego de la familia de Otalora, y nacieron en él D. Sancho Lopez de Otalora, del Consejo y Cámara del Sr. Felipe II, á quien mereció particular confianza y merced de 6,000 mrs. sobre la fábrica de sal de la v. de Salinas; y D. Juan de Otalora, caballero de la órden de Santiago, secretario de Hacienda del Sr. Felipe IV.
(Madoz, 1845, p. 364)

En 2022, la entidad singular de población tenía empadronados 44 habitantes.

## Patrimonio
En el lugar hay una iglesia bajo la advocación de San Juan Bautista.